# Viettesia brunneomixta
Viettesia brunneomixta là một loài bướm đêm thuộc phân họ Arctiinae, họ Erebidae.